# Казалчипрано
Казалчипра̀но (на италиански: Casalciprano, на местен диалект Casàlë, Казалъ) е село и община в Централна Италия, провинция Кампобасо, регион Молизе. Разположено е на 662 m надморска височина. Населението на общината е 579 души (към 2010 г.).